# Комаровский сельсовет (Красноярский край)
Комаровский сельсовет — упразднённые административно-территориальная единица и муниципальное образование (сельское поселение) в Пировском районе Красноярского края.
Административный центр — село Комаровка.
28 декабря 2019 года сельское поселение было упразднено в связи с преобразование Пировского муниципального района в муниципальный округ. На уровне административно-территориального устройства соответствующий сельсовет был упразднён со 2 августа 2021 года в связи с преобразованием Пировского района в Пировский округ.

## История
Статус и границы сельского поселения установлены Законом Красноярского края от 28 января 2005 года № 13-2900 «Об установлении границ и наделении соответствующим статусом муниципального образования Партизанский район и находящихся в его границах иных муниципальных образований»

## Население
| 2010 | 2012 | 2013 | 2014 | 2015 | 2016 | 2017 |
| ---- | ---- | ---- | ---- | ---- | ---- | ---- |
| 337  | ↘311 | ↘295 | ↘292 | ↘277 | ↘273 | ↗274 |

## Состав сельского поселения
В состав сельского поселения входят 4 населённых пункта:
| № | Населённый пункт | Тип населённого пункта       | Население |
| - | ---------------- | ---------------------------- | --------- |
| 1 | Комаровка        | село, административный центр | 241       |
| 2 | Новомихайловка   | деревня                      | 43        |
| 3 | Новый Ислам      | деревня                      | 49        |
| 4 | Туруханка        | деревня                      | 4         |

## Местное самоуправление
Комаровский сельский Совет депутатов
Дата избрания: 14.03.2010. Срок полномочий: 5 лет. Количество депутатов: 7
Глава муниципального образования
- Тарасова Лидия Ивановна.